# Mary Delany

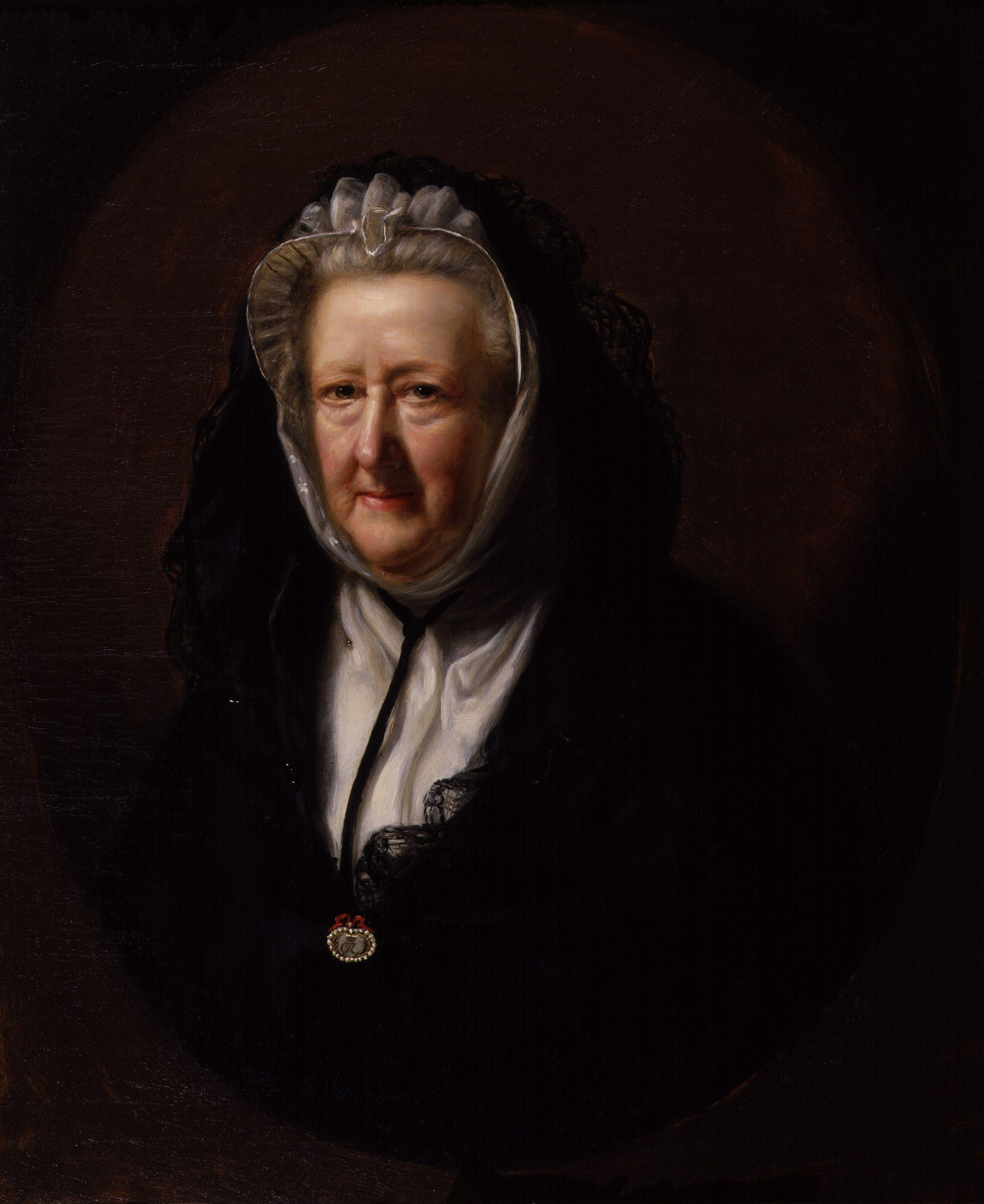
Mary Delany, 82-jährig John Opie, 1782

Mary Delany, verw. Mary Pendarves, geb. Mary Granville (* 14. Mai 1700 in Coulston; † 15. April 1788 in London) war eine englische Malerin, Gartenkünstlerin und Briefschreiberin.

## Leben und Wirken
Mary Granville wurde in einem kleinen Landhaus in Wiltshire geboren, als Tochter von Bernard Granville, Enkel des bekannten Sir Bevil Granville. Als junges Mädchen lernte sie zehnjährig Georg Friedrich Händel kennen, als dieser sich erstmals in London aufhielt. Sie wurde Händels treueste Verehrerin und der Kontakt sollte bis zu seinem Tod 1759 andauern.
Ihr erster Mann war Alexander Pendarves, ihr zweiter der irische Geistliche Patrick Delany, der Dekan der Grafschaft Down in Irland. Unter dem Namen ihres zweiten Mannes, als Mrs. Delany, wurde sie bekannt als Autorin einer 1861 herausgegebenen sechsbändigen Autobiographie und Korrespondenz mit den aristokratischen Verwandten und Freunden, u. a. dem Königshaus, Jonathan Swift und Händel. Ihr zu verdanken sind nicht nur persönlich gefärbte Kommentare zu Kunst und Wissenschaft der Zeit ganz allgemein, sondern auch über Händel und die Aufführungen seiner Werke. Dieses umfangreiche Werk ist auch eine ausgezeichnete Quelle zum Studium des häuslichen Lebens auf Schloss Windsor zur Regierungszeit Georgs III. und der Königin Charlotte.

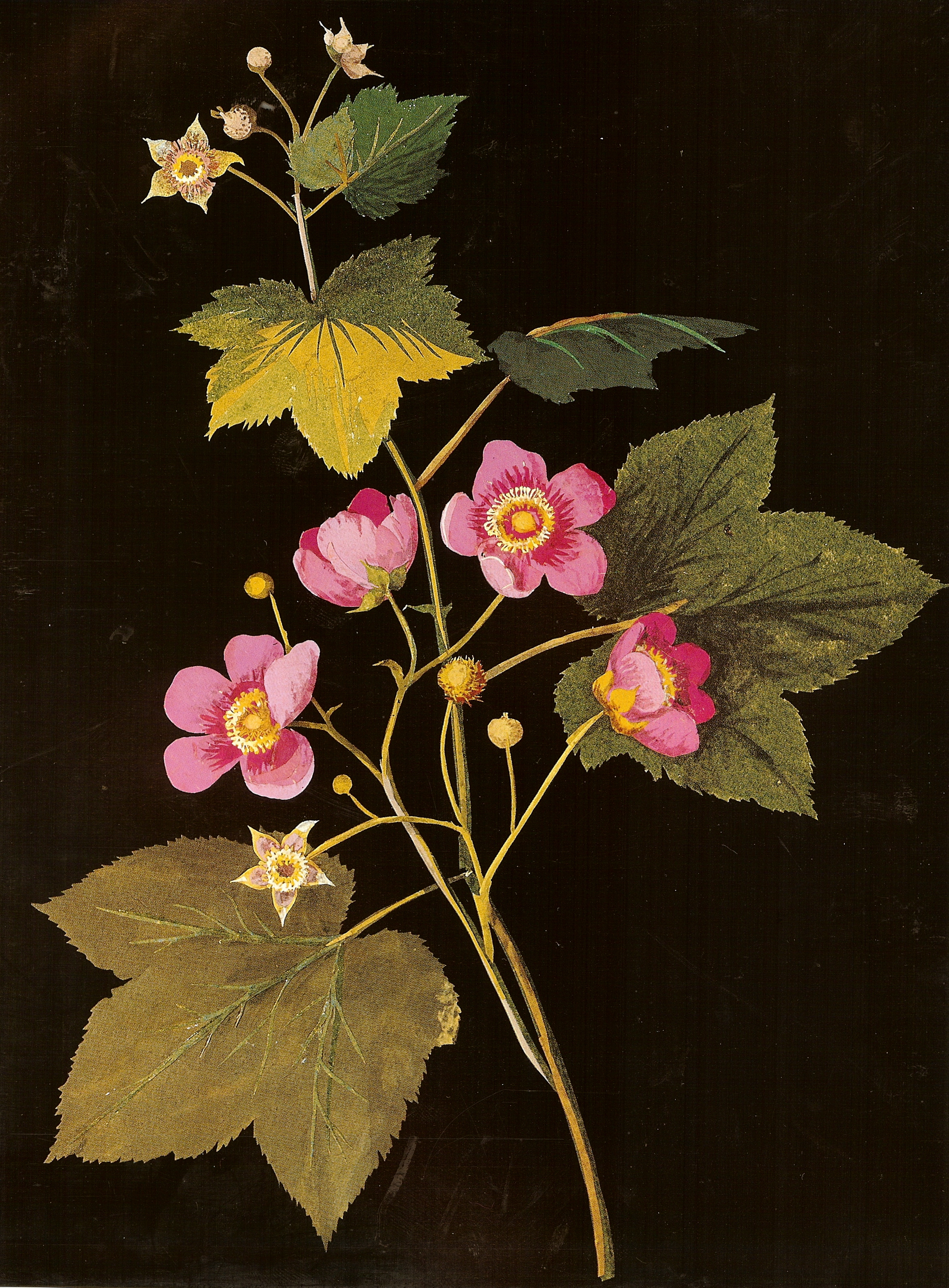
Rubus odoratus Papiercollage von Mary Delany

Mary Delany erlangte in einer späten Karriere Berühmtheit als Schöpferin von aus Papier geschnittenen Blumen, die heute im British Museum zu sehen sind. Mit detailgenauem Naturalismus und außerordentlicher Fingerfertigkeit fertigte sie aus manchmal mehreren Hundert bemalten und auf schwarzem Grund zusammengeklebten Papierblättchen über 1000 Decoupagen an, welche die gesamte ihrer Zeit bekannte Flora nachahmen. Die Arbeiten unternahmen auch den Versuch, neue botanische Kenntnisse mithilfe der Collagetechnik zu dokumentieren und zu katalogisieren – sie selbst bezeichnete ihre Papiermosaike als Flora Delanica. Das Königshaus schätzte ihre Kunst sehr und stellte ihr ein kleines Haus in Windsor zur Verfügung.
Mary Delany gehörte auch der Londoner Blaustrumpfgesellschaft an. George Ballard widmete ihr sein Hauptwerk Memoirs of several ladies of Great Britain, who have been celebrated for their writings or skill in the learned languages, arts and sciences. (1752).